# Voće
Voće je zbirna imenica koja podrazumijeva plodove ili sjemenke najčešće višegodišnjih stabala i grmova koji se uglavnom mogu jesti prijesni. Botanička razlika između voća i povrća je ta da je voće sjemenkasta struktura koja se razvija iz oplođenog cvijeta, dok povrće nastaje iz drugih dijelova biljke, poput korijena i lišća. Paprike, rajčica, tikvice, patlidžan, grašak, bamija, maslina, bundeve i krastavci su isto plodovi koji pripadaju voću, ali pošto nisu slatki niti kiseli, kulinarski se smatraju i pripremaju kao povrće.

## Opis
Voće su plodovi kultiviranih voćaka ili samoniklih višegodišnjih biljaka namijenjenih ljudskoj prehrani u svježem ili prerađenom stanju. Uspijeva na svim kontinentima i u svim klimatskim područjima gdje za pojedine vrste postoji odgovarajući sastav tla i klimatski uvjeti.
Od svih namirnica biljnog podrijetla voće se, zbog svoje boje i oblika, mirisa, dobra okusa, biološke i prehrambene vrijednosti nalazi na jelovnicima od najstarijih vremena do danas, a najviše se cijeni zbog svojeg kemijskog sastava.

## Kemijski sastav voća
Maseni udio vode, u kojoj je otopljena većina voćnih sastojaka, iznosi 70 do 90%. Voda u voću ima važnu fiziološku ulogu jer aktivira lučenje u želucu i crijevima, te povoljno djeluje na bubrege i kožu.
Svi sastojci voća, osim vode, čine njegovu suhu tvar, a mogu biti topljivi i netopljivi u voćnom soku. Topivi voćni sastojci su: šećer, kiseline, neke obojene tvari, te dio mineralnih i pektinskih tvari. Netopive sastojke čini celuloza, škrob, te dio pektinskih i mineralnih tvari.
Važnost voća je i u tom što obiluje vitaminima. Osobito ima mnogo vitamina C (ružin šipak, limun, naranča, kivi, jagoda, kupina itd.), provitamina A (ružin šipak, ananas, marelica, breskva itd.) i vitamina B-kompleksa (banana, jabuka, šljiva, jagoda itd.). Najviše vitamina nalazi se ispod kore voća tako da se guljanjem sirovog voća gubi dosta vitamina.
Osim vitamina, vrlo važan sastojak voća su i voćne kiseline - limunska, jabučna, vinska i dr. One daju svježem voću ugodan kiselkast okus. U voću ih ima 3 do 4%. Mineralnih tvari, poput soli kalcija, kalija, fosfora, natrija, željeza i dr. u voću ima približno 1%. Enzimi u voću imaju ulogu organskih katalizatora u biokemijskim procesima. Oni su uzročnici promjena boje i mirisa pojedinih vrsta voća.

## Energetska vrijednost
Energetska vrijednost voća nije velika jer manji udio otpada na energijske sastojke. Najhranjiviji i najvredniji sastojci voća su šećeri. Ljudski ih organizam najlakše apsorbira pa voće ne samo što osvježava, već je i lako probavljivo. Više šećera od prosjeka imaju sve vrste sušenog voća, a osobito datulje. U voću ima i celuloze. Iako je neprobavljiva, ona vrlo dobro djeluje na rad crijeva. Celuloza zajedno s pektinskim tvarima čini osnovnu strukturu biljnog tkiva. Pektin je također polisaharid. On gusto ukuhanom voću daje sposobnost želiranja.
U voću ima otprilike 1% bjelančevina, nešto manje masti.

## Voće u prehrambenoj industriji
Voće je važna sirovina u prehrambenoj industriji za proizvodnju voćnih napitaka, pekmeza, marmelada, džemova, kompota, voćnih jogurta i sl.

## Voće u ugostiteljstvu i kulinarstvu
Sirovo voće poslužuje se kao desert. Marmelade i voćni sokovi najčešće se poslužuju za doručak, za desert se poslužuju razni kompoti. Voće je i sastavni dio mnogih kolača (savijača od jabuka, nabujaka, pita od jabuka, pita od oraha itd.). Jabuke se, npr., mogu peći i pržiti, a rabe se i za izradu krema. Sirovo ili kuhano voće poslužuje se i kao dodatak nekim mesnim jelima. Voće se također rabi za pripremu nekih umaka i salata.
Voće se još rabi za pravljenje različitih vrsta voćnih rakija, od kojih su najtraženije šljivovica i tropica (lozovača ili komovica).

## Vrste voća
Voće se razlikuje prema vremenu sazrijevanja, stupnju sazrijevanja, namjeni i prema podrijetlu proizvodnje.
- Prema vremenu sazrijevanja razlikuje se rano ili proljetno voće, ljetno voće i kasno ili jesensko voće.
- Prema stupnju sazrijevanja voće može biti zrelo za branje, zrelo za jelo i zrelo za preradu.
- Prema stanju u kojem je dopremljeno na tržište razlikuje se svježe voće, sušeno voće, prerađevine od voća i duboko zamrznuto voće.
- Prema namjeni voće može biti stolno i voće za preradu.
- Prema podrijetlu proizvodnje razlikuju se kontinentalno voće, koje uspijeva na području kontinentalne i umjerene klime i južno voće, koje uspijeva na području sredozemne i suptropske klime. Voće iz tropskih krajeva naziva se još i egzotično voće (mango, papaja...)

##### Kontinentalno voće
U kontinentalno voće ubrajaju se:
- jabučasto voće (jabuke, kruška, dunja, mušmula, smokva)
- koštunjičavo voće (šljive, višnje, trešnje, breskve, marelice...)
- jagodasto voće (vrtne i šumske jagode, kupine, maline, dud)
- bobičasto voće (grožđe, ribiz, ogrozd, borovnice, brusnice, ružin šipak, aronija, jarebika, mukinja)
- jezgrasto/ jezgričavo voće (orah, lješnjak, badem, kesten, mak, kikiriki)
- dinje i lubenice

##### Južno voće
U južno voće ubrajaju se:
- agrumi (limun, naranča, mandarina, grejp, smokva, rogač, mogranj, kaki, žižula, oskoruša, planika, pinjol, kivi)
- voće s područja sutropske klime (ananas, banana, datulja, kokosov orah, avokado, pistacija, kiwano)